# Faramund (König)

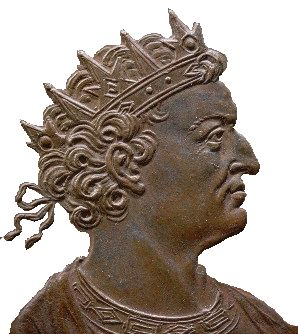
Profil Faramund
Bronzemedaille Jean Dassier ca. 1720

Faramund (auch Pharamund, frz. Pharamond) war angeblich ein König der salischen Franken in den 420er-Jahren.
Er wurde in der älteren Geschichtsschreibung als erster merowingischer König angesehen, ist aber wahrscheinlich nur eine Sagengestalt (siehe auch Falsche Merowinger). Erst der im 8. Jahrhundert verfasste Liber Historiae Francorum nennt erstmals einen König namens Faramundus; er sei ein Sohn des Marcomer (Marchamirus) und Vater Chlodios gewesen.
Faramund wurde lange Zeit als erster König aus dem Geschlecht der Merowinger angesehen. Ende des 19. Jahrhunderts wurde er jedoch als mythische Figur eingestuft. Der Autor des Liber Historiae Francorum fasste die sechs ersten Bücher des Geschichtswerks Gregors von Tours zusammen und fügte dabei 21 Zusatzinformationen an, darunter die zu Faramund und Marcomir. Er verfügte aber über keine eigenen authentischen Informationen zur Geschichte des 5. Jahrhunderts, sondern stützte sich ganz auf Gregors Angaben. Es ist zudem unwahrscheinlich, dass er drei Jahrhunderte nach den Ereignissen Kenntnisse über frühe Merowinger besaß, die weiter reichten als diejenigen Gregors.

## Pharamond in der Kultur
- Pharamond wird in William Shakespeares Heinrich der Fünfte , Akt I., Szene 2 als Urheber des Salischen Gesetzes erwähnt.

- Er ist Protagonist der Oper Faramondo von Georg Friedrich Händel.

- Ein Charakter namens Pharamond taucht in den Comicserien The Sandman und Lucifer auf.